# 백과사전

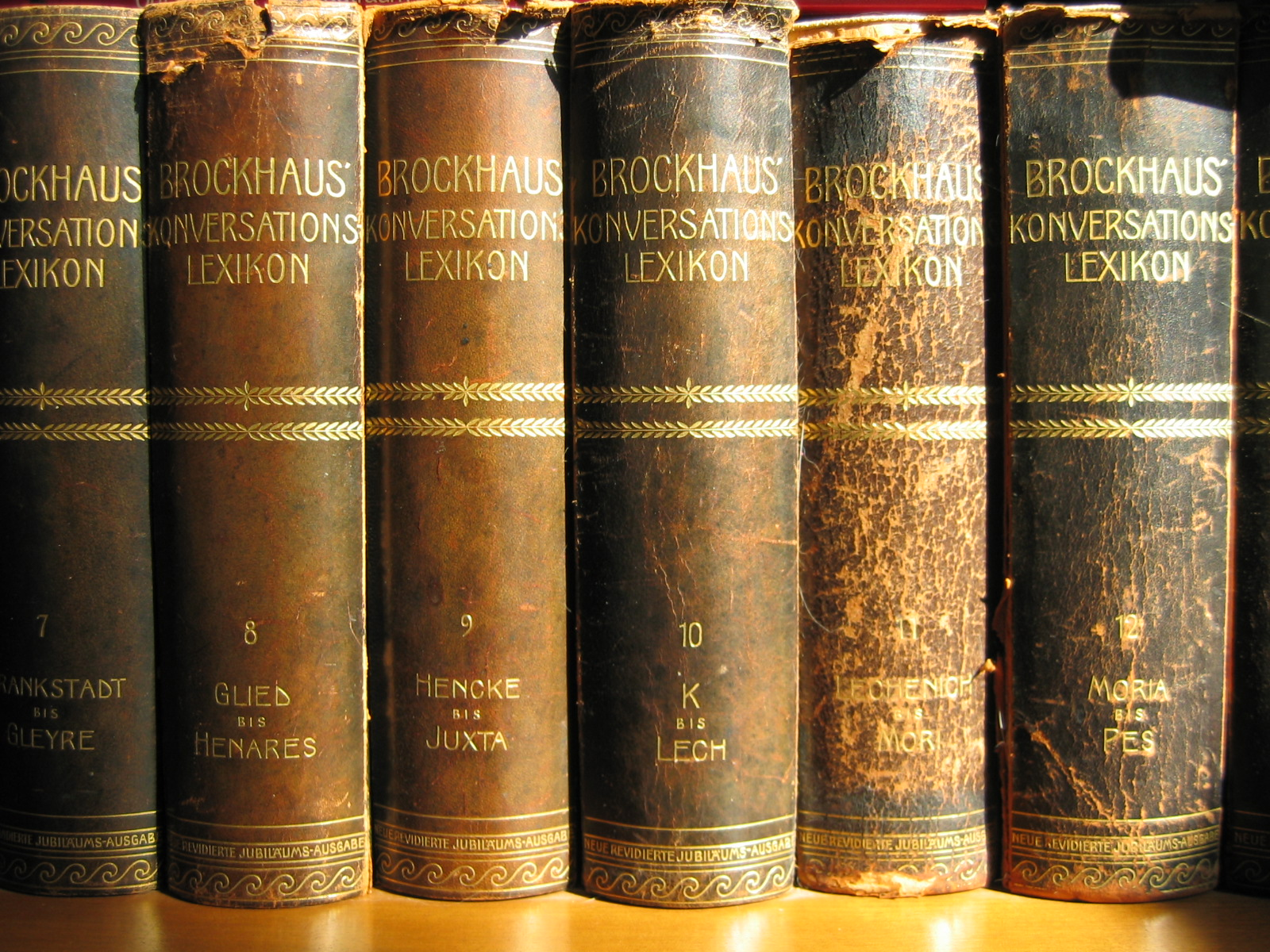
브로크하우스 백과사전.

백과사전(百科事典, 영어: encyclopedia, 라틴어: encyclopædia)은 학문, 기술, 예술 등 자연과 인간의 모든 활동에 관한 다방면의 지식로 정리하고 항목마다 풀이한 책으로 주로 참고서로서 활용한다. 백과사전의 영어명 ‘encyclopedia’는 그리스어의 ‘ἐγκύκλιος’와 ‘παιδεία’의 결합을 어원으로 가지고 있는데, 온갖 종류의 지식을 가르쳐 기른다는 뜻이다. 즉, 백과사전의 원래 목적은 '교육'이었다. 한편 백과사전의 또 다른 목적으로는 '참고'가 있다. 현대의 백과사전들은 '교육'과 '참고' 모두를 목적으로 하는 경우가 많다.
백과사전에서 내용 분류의 단위이자, 설명의 대상이 되는 것을 '표제어'라고 한다. 표제어의 범위에 따라 백과사전의 종류가 나뉘는데, 넓은 범위를 갖는 표제어들로 백과사전을 구성하는 것을 대항목주의라고 하고 상대적으로 좁은 범위의 표제어를 이용하는 것을 소항목주의라고 한다. 대항목주의는 하나의 주제에 대해 깊이 있고 포괄적으로 설명하는 방식으로, 교육 목적의 백과사전이 유명한 학자의 논문을 모아서 엮는 방식을 택하는 것이 대표적인 예이다. 한편 소항목주의를 채택한 백과사전은 표제어별로 간결하고 압축적인 방식으로 기술되어 있으며 대항목주의에 비해 다양한 표제어에 대한 정보를 제공하는 장점이 있어서 참고 목적의 백과사전에 많이 쓰인다. 오늘날의 백과사전은 절충한 방식이 많으며, 내용에서도 문장 서술뿐만 아니라, 사진, 삽화, 도표 등 다양한 참고자료가 함께 제공되는 형태가 되었다. 현대에는 정보통신기술의 발전에 따라 전통적인 서적의 형태가 아니라 CD-ROM, DVD-ROM의 형태로 된 것도 있으며 인터넷으로 제공되는 것도 등장하였다.
대한민국에서 온라인으로 서비스해주고 있는 한국어 백과사전으로는 한국어 위키백과, 두산세계대백과사전, 브리태니커 세계 대백과사전 등이 있다.

## 백과사전의 역사

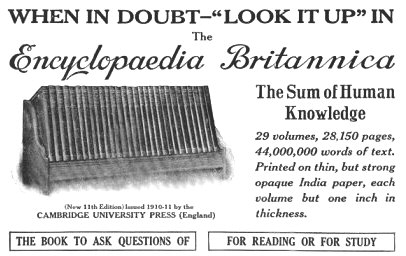
브리태니커 세계 대백과사전의 1913년 광고

백과사전의 기원은 가이우스 플리니우스 세쿤두스가 편찬한 박물지이다. 편찬방식이 중국에서 경사자집(經史子集)의 여러 책을 항목별로 분류하여 엮은 동양의 백과사전이라 할 수 있는 유집(類集)과 같았다. 이 유집과 같이 편찬하는 것은 17세기까지 편찬하였다. 최초의 알파벳 배열 백과사전은 1674년 모레리가 역사대사전에서 시도하였고, 그 이후 알스티드가 Encyclopaedia Septem Tomisdistincta에도 이용하였다.
참고로 항목별로 종류에 따라 모았다는 의미에서 유집은 유서(類書) 및 유취(類聚), 휘집(彙集) 등으로도 불린다.

### 백과전서 이후
1728년 체임버스가 편찬한 백과사전이 현대적 백과사전이라고 할 수 있다. 이 백과사전은 알파벳순으로 배열하고 상호참조표시를 하고 논문을 수록하였다. 이후 체임버스는 증보판을 출간하였다.
18세기 중반에 이르러서 프랑스에서는 백과전서파 시대가 있었다. 백과전서는 디드로가 중심이 되어 루소, 케네, 볼테르 등 계몽주의 학자들이 대거 참여하였다. 2권이 1751년 발간되었는데, 발행금치처분을 받았다. 이후 디드로가 더욱 만들어 1772년 28권을 완성시키고, 보유5권과 색인을 참가시켜 모두 35권으로 완성시켰다. 또한 이와 비슷한 해에 19세기 세계대사전이라는 이름이 나온다. 이후 이 책은 라루스 백과사전이 된다.
같은 세기 영국에서는 세계적인 백과사전 브리태니커를 1768년부터 매주 분책으로 발행하여 71년에 3권으로 만들었다. 백과사전은 더욱 발전하여 현재 대한민국에는 두산백과사전 등이 있다.

## 현대의 백과사전

### 서양의 백과사전
- 브리태니커 백과사전(Encyclopædia Britannica)
- 브로크하우스 백과사전(Die Brockhaus Enzyklopädie)
- 체임버스 백과사전(Chambers's Encyclopaedia)
- 라루스 백과사전(Grand Larousse encyclopAdique)
- 이탈리아나 백과사전(Enciclopedia Italiana)
- 소비에트 대백과사전(Bol'shaya Sovetskaya Entsiklopediya)
- Meyers Konversations-Lexikon 4th.ed. 1885-1892 보관됨 2006-10-05 - 웨이백 머신
- 위키백과(Wikipedia)

### 동양의 백과사전

#### 일본의 백과사전
현대적인 백과사전은 1972년에 전32권으로 완간된 고단샤(講談社)의 《휴먼라이프 엔사이클로페디아》을 시작으로 1980년 가쿠슈겐큐사(學習硏究社)의 전32권 《그랜드 현대백과사전》, 헤이본샤(平凡社)에서 1988년 완간한 전35권의 《세계대백과사전》, 1988년 쇼가쿠칸(小學館)에서 전25권으로 간행한 《일본대백과전서(日本大百科全書)》 등이 있다.

#### 중국의 백과사전
중화인민공화국에서는 1980년부터 《중국대백과전서》가 발행되기 시작하였고, 타이완에서는 1981년에 중국문화대학 중화학술원이 편찬한 전20권의 《중화백과전서》가 발간되었다.

#### 한국의 백과사전
한국의 현대적 백과사전은 1958년 문학과 교양서적을 전문출판하던 학원사(學園社)에서 간행한 《대백과사전》을 시초로 한다. 4·6배판 전체 6권으로 1958년 9월 25일 제1권을 출판한 후 8년에 걸쳐 완성했다. 4 명의 편집진과 435명의 집필진이 참여하였고, 원고는 10만 매가 넘었다. 그 후 증보판 2권이 출간되었으며, 1967년에는 전12권의 《세계백과대사전》으로 개정되어 1970년에 전15권, 1973년에 전20권으로 증보된 신판이 발간되었다.
사전류 전문출판사인 동아출판사에서는 1959년 한권으로 발간한 《새백과사전》, 1964년 전2권의 《국민생활백과사전》을 거쳐, 전30권의 《동아원색세계대백과사전》을 1978년부터 제작에 착수하여 1982년 9월부터 2권씩 출간, 1984년 완간하였다. 여기에는 13만여 항목이 수록되고 4만여 컬러 사진 및 8천여 흑백 사진이 삽입됐으며, 1986년과 1990년에 각각 보유편이 발간되었다. 이것은 후에 1996년 8월에 두산동아(주)에서 출간된 전 30권의 《두산세계대백과사전》으로 이어졌는데, 128167개의 표제어가 수록되었으며 5개의 CD-ROM이 포함되었다.
1974년 태극출판사(太極出版社)에서 전16권으로 간행한 《대세계백과사전》에서는 다른 백과사전들과는 달리 가나다순의 사전식 배열이 아니라 주제별로 항목을 분류하였다.
동서문화사에서는 《한국세계대백과사전》을 1992년부터 시작하여 1995년에 전30권으로 간행하고, 1997년 8월 8일에 총 31권으로 완간하여 1999년에 《파스칼세계대백과사전》으로 개편하였는데, 총13만 항목과 15만 색인이 수록되었고 기존의 백과사전에서 누락되었던 조선민주주의인민공화국 관련 항목과 공산주의 이념까지 포함되었다.
학원출판공사에서는 전 32권의 《학원세계대백과사전》을 간행하는데, 3년의 준비 기간과 5년의 편집 기간을 거쳐 1993년 1월부터 출간하여 1994년에 완간되었다. 이것에는 14만 5천개의 표제어가 수록되었고 기존 백과사전과 달리 30여개의 기본 동사가 표제어로 포함되었다.
한편, 외국의 백과사전이 번역된 것으로 한국어판 《브리태니커 세계대백과사전》이 1989년부터 발간되어 1994년 3월에 전 27권으로 완간되었는데, 총 11만여 항목이 수록되었으며 제26권은 참고 문헌, 제27권은 색인으로 되어 있다.
1972년에 계몽사에서 만든 컬러학습대백과사전은 모두 8권으로 되어 있으며, 한국 최초로 만든 컬러판 대백과사전이다. 동아출판사(두산동아의 전신)에서 나온 15권으로 구성된 동아학습대백과, 16권으로 구성된 삼성당에서 나온 삼성학생대백과는 컬러 사진과 흑백사진을 비롯한 다양한 사진들이 첨부되어 있었다. 또한, 삼성당에 있는 삼성학생대백과사전은 국어사전과 영어사전, 지리사전이 같이 편집되어 있어서 청소년 학생들에게 새로운 독서습관을 키우게 되었다는 좋은 평가를 받았다. 한편, 흑백사진으로 편집되어 있는 중앙출판사의 세계대백과사전(전 5권)은 총 5만여 개 항목이 추가되어 있었고, 초등학생을 위하여 편집된 어린이 브리테니커 대백과사전(전 30권), 그리고, 웅진21세기학습대백과사전(학습별), 중앙대백과사전(20권)과 신21세기 학습대백과사전(3만여 항목)이 한국인들에게 가장 널리 알려진 백과사전이다. 영상매체를 이용한 백과사전으로는 중앙 과학 백과사전이 있다.
조선민주주의인민공화국에서는, 2007년에 발행된 광명대백과사전(전20권), 조선대백과사전(전 30권, 10만여 항목), 그리고 백과사전(전3권, 3만 항목)이 있다. 그중에서 과학백과사전출판사에서 가장 먼저 발행된 백과사전은 정치 사전, 경제 사전, 역사 사전을 통합하여 편집한 조선민주주의인민공화국 최초의 백과사전이다.
인터넷이 보급된 90년대 중반 이후 출판형태의 백과사전들은 종이책 출간을 중지하고 CD롬이나 인터넷으로 변화해나갔는데, 2012년 기준으로 두산세계대백과의 후신인 두피디아가 지속적으로 개정되고 있다.

#### 한국의 옛 백과사전
물명류도 초기형태의 어휘모음이며 백과사전적인 성격을 띠지만 최초의 백과사전은 이수광의 지봉유설(1614)을 들 수 있다. 권문해의 대동운부군옥이나 이덕무의 청장관전서, 이의봉의 고금석림 등이 있었고 가장 방대한 것은 이규경의 오주연문장전산고이다.
- 홍봉한의 증보문헌비고
- 성임의 태평통재
- 최명길 어숙권의 고사촬요
- 서명응의 고사신서
- 김육의 유원총보
- 김진의 신보휘어
- 이익의 성호사설
- 안정복의 성호사설류선과 잡동산
- 서유구의 임원경제지
- 김시민의 동국휘어
- 홍만선의 산림경제
- 유중임의 증보산림경제
- 민노행의 지문별집 국조휘언 고금사실유취
- 유희의 물명고, 방물고
- 유형원의 반계수록

## 백과사전 평가요소
박준식과 김문영은 A. B. Kroeger의 Guide to Reference Books (1902년)와 James I. Wyer의 Reference Work (1930년), Louis Shores의 평가 기준 (1950년대 중반), Kenneth Kister의 저서 (1978년)와 그의 후속 연구, Bopp와 Smith의 백과사전 평가에 관한 조언 (1994년), Sader와 Lewis의 평가기준 (1995년), William A. Katz의 저서 (1997년)을 참고로 하여 백과사전의 평가요소를 다음의 6 가지로 범주화하였다.
- 목적과 범위: 편찬 목적, 취급 범위, 주된 독자, 내용의 깊이
- 권위: 편집자·집필진·판사의 권위, 기사의 서명 여부, 역사와 계보, 신뢰성(정확성), 서지, 서평지의 평가내용
- 접근성: 배열방법, 상호참조, 색인, 여백주기
- 기술형식: 표현형식, 객관성, 최신성(계속적 갱신, 연감․보유판의 발행)
- 형태적 특징: 인쇄본과 전자본, 제본과 레이아웃 등의 체재와 삽도와 지도
- 특징과 가격

## 같이 보기
- 백과사전 목록
- 한국의 백과사전
  - 대동운부군옥
  - 두산세계대백과사전
  - 파스칼세계대백과사전
  - 한국민족문화대백과사전
  - 한국어 위키백과

### 한국의 온라인 백과사전
- 위키백과
  - 한국어 위키백과
    - 네이버 백과사전
    - Daum 백과사전

- 두산세계대백과 EnCyber 제공 - 두산동아
  - 네이버 백과사전

- 브리태니커 백과사전 제공 - 한국브리태니커
  - Daum 백과사전

- 한국민족문화대백과사전 제공 - 한국학중앙연구원
  - 네이버 백과사전